# Салька Фіртель
Салька Віртель (народжена Саломея Сара Штоерманн (15 червня 1889 , Самбір, Цислейтанія  — 20 жовтня 1978 , Клостерс )) — австрійсько-американська актриса та сценаристка.
Вона є матір'ю американського письменника Пітера Віртеля.

## Біографія
Батько Сальки Віртель був єврейським юристом, мером Самбора, Галичина . Починала як актриса в 1910 році в периферійних містах Австро-Угорської імперії. Після виступу під керівництвом Макса Рейнхардта в Берліні вона оселилася у Відні, де зустріла свого майбутнього чоловіка Бертольда Віртеля, якому народила   трьох синів.
У 1932 році вона поїхала за чоловіком до Голлівуду і почала писати сценарії для своєї подруги Грети Гарбо, включаючи найвідомішу Королеву Христину та Анну Кареніну .
Протягом 1950-х років, рятуючись від ворожості маккартизму в Голлівуді, після справи Розенберга, вона знайшла притулок у Клостерсі, альпійському селі в Граубюндені, де потім проводила більшу частину свого часу. Грета Гарбо часто бувала там.

## Художня робота

### Фільми
- 1929 рік : Seven Faces[en] Бертольд Віртель
- 1930 рік : Die Maske Вільям Дітерле
- 1931 рік : Анна Крісті, Кларенс Браун (з Гретою Гарбо)
- 1931 рік : Die heilige Flamme Бертольда Віртеля та Вільяма Дітерле

### Сценарії
- 1933 рік : Королева Христина
- 1934 рік : Завіса ілюзій
- 1935 рік : Анна Кареніна
- 1937 рік : Марі Валевська
- 1941 рік : Жінка з двома обличчями
- 1947 рік : Глибока долина
- 1954 рік : L'Amante di Paride
- 1959 рік : Волзькі човняри

## Публікації
- (англ.) The Kindness of Strangers, 1969
- (нім.) Das unbelehrbare Herz, Claassen, Hamburg und Düsseldorf, 1970
- Катаріна Прагер, Ich bin nicht Gone Hollywood! Салька Віртель - Ейн Лебен у фільмі "Театр і кіно" ,ISBN 978-3-7003-1592-6, Braumüller Verlag, Wien 2007.